# Kira Reed
Pour les articles homonymes, voir Reed.
Kira Katherine Reed, née le 13 octobre 1971 à Santa Clara en Californie, est une actrice, productrice et scénariste américaine.

## Biographie
Elle est mariée à Bob Lorsch.

## Filmographie

### Télévision
- 2006 : La Guerre à la maison (The War at Home) : Mrs. Petrusky
- 2003 : Urgences (ER)
- 2002 : Madison Heights : Susan
- 2002 : New York Police Blues (NYPD Blue) : Gloria Simmons
- 2002 : Behind Closed Doors : Host Herself
- 2000 - 2001 : Passion Cove : Ruby / Felicity
- 2001 : Thrills : Cassandra
- 2001 : Sins of Summer : Randi Davis
- 2000 : Strip Mall : Auditioning Actress
- 1999 - 2007 : Sexcetera : elle-même
- 1999 : Nightcap : Joséphine
- 1999 : Ultimate Trek: Star Trek's Greatest Moments : Salesgirl
- 1999 : Ryan Caulfield (Ryan Caulfield: Year One) : Nadine
- 1999 : Red Handed : TV host
- 1997 - 1998 : Erotic Confessions : Second Model / Tracy
- 1998 : The Profession : Mary
- 1998 : Intimate Sessions : Renée
- 1997 : Butterscotch - Passe-temps inavouables
- 1997 : Click : Victoria / Dominique
- 1997 : Women: Stories of Passion : Marlène
- 1997 : Expériences interdites (Perversions of Science) : Vampiress
- 1996 : Unsolved Mysteries : Sara
- 1996 : Beverly Hills Bordello : Jenny Cochran
- 1996 : Maui Heat : Sara
- 1996 : Red Shoe Diaries : Rita
- 1994 : Beverly Hills : Dancing girl
- 1992 : La passagère de l'oubli (Treacherous Crossing) : Sherilyn

### Cinéma
- Vampire (2010) : Chloé
- Blood Countess (2008) : The Commander
- Demon's Claw (2006) : Elizabeth Bathory
- Jail Bait (2004) : Nurse Jeri
- BachelorMan (2003) : Courtney Love Wannabe
- The Final Victim (Tears at Dawn) (2003) : Nadia
- The Big Chingon (2003) : Sara
- Demon Under Glass (2002) : Chloé Martin
- Cheerleader Ninjas (2002) : Fantasy Girl
- Passion and Romance: Same Tale, Next Year (2002) : Karen
- Red Shoe Diaries 15: Forbidden Zone (2002) : Rita
- Just Can't Get Enough (2002) : Amber Lee
- Tomorrow by Midnight (2001) : Customer 2
- Rage of the Innocents (2001) : Erica
- L'amour selon Amy (Amy's Orgasm) (2001) : Shannon Steele
- The Woman Every Man Wants (2001) : Cameo appearance
- Chained Rage: Slave to Love (2001) : The Commander
- Forbidden Highway (2001) : Cherry
- Célébrité éphémère (Scandal: 15 Minutes of Fame) (2001) : Tracy Potter
- Le club des fantasmes (The Mistress Club) (2000) : Trudy
- House of Love (2000) : Darby
- Sexual Intrigue (2000) : Randi Davis
- Sex Files: Alien Erotica II (2000) : Agent Forrest
- Fast Lane to Malibu (2000) : Officer Taylor
- Surrender (2000) : Lauren
- Coup de maître (Luck of the Draw) (2000) : Zippo's Boudoir Girl
- American Virgin (1999) : Naked Actress
- Shadow Dancer (1999) : Janet
- Thriller: Caron (1999) : Caron
- Killing the Vision (1999) : Reporter
- Wasteland Justice (1999) : Shanna
- Warriors of the Apocolypse (1998) : Shana
- A Place Called Truth (1998) : Kit
- Passion et romance - Destin charnel (Carnal Fate) (1998) : Mimi
- Losing Control (1998) : Kim
- Les secrets d'une femme de chambre (Secrets of a Chambermaid) (1998) : Odile
- Sex Files: Alien Erotica (1998) : Agent Forrest
- The Best of Intimate Sessions Vol. 2 (1998) : Renée
- Girls III: Melanie, Renee, Sheryl, Suzan, Tamara (1997) : Renée
- Fallen Angel (1997) : Kristi
- The Price of Desire (1997) : Monica
- The Night That Never Happened (1997) : Claire
- Passion et romance : Scandale (Passion and Romance: Scandal) (1997) : Annette
- Madam Savant (1997) : Suzy Largo
- Too Good to Be True (1997) : Darcy
- The Lady in Blue (1996) : Carla
- Secret Places (1996) : Holly
- Le fils de Damien (Damien's Seed) (1996) : Carol